# Термично окисление
Термичното окисление е основен процес на термична обработка в планарната технология на микроелектронното производство, чийто резултат е получаване на тънък слой оксид (най-често силициев диоксид) върху повърхността на подложка. Процесът се извършва като окисляващият агент взаимодейства с подложката при висока температура и дифундира в нея. Термичното окисление може да бъде приложено за различни материали, но в тази статия ще бъде разгледано само окислението на силициев субстрат за израстване на силициев диоксид.

## Химична реакция
Термичното окисление на силиций се извършва обикновено при температури от 800 до 1200 °C, което води до така наречения високотемпературен оксиден слой. При окисляването може да се използва водна пара или молекулярен кислород. Поради тази причина окисляването се нарича мокро или сухо. Химичната реакция е една от следните:
{\displaystyle {\rm {Si+2H_{2}O\rightarrow SiO_{2}+2H_{2\ (g)}}}}
{\displaystyle {\rm {Si+O_{2}\rightarrow SiO_{2}\,}}}
Окисляващият агент може да съдържа няколко процента солна киселина (HCI). Хлорът премахва металните йони, които може да се срещнат в оксида.
Термичното окисление включва взаимодействието на атоми силиций от подложката с молекули кислород от околната среда. Слоят израства върху пластината и над нея. За всеки един консумиран слой силиций се появяват 2.17 оксидни слоя. Ако открита повърхнина на силициев кристал се окисли, 44% от оксидния слой ще лежи върху повърхнината, а 56% над нея.
|  | Тази страница частично или изцяло представлява превод на страницата Thermal oxidation в Уикипедия на английски. Оригиналният текст, както и този превод, са защитени от Лиценза „Криейтив Комънс – Признание – Споделяне на споделеното“, а за съдържание, създадено преди юни 2009 година – от Лиценза за свободна документация на ГНУ. Прегледайте историята на редакциите на оригиналната страница, както и на преводната страница, за да видите списъка на съавторите. ВАЖНО: Този шаблон се отнася единствено до авторските права върху съдържанието на статията. Добавянето му не отменя изискването да се посочват конкретни източници на твърденията, които да бъдат благонадеждни. |